# Belsars Hill
Belsars Hill är ett slott i Storbritannien.   Det ligger i grevskapet Cambridgeshire och riksdelen England, i den sydöstra delen av landet, 90 km norr om huvudstaden London. Belsars Hill ligger 6 meter över havet.
Terrängen runt Belsars Hill är mycket platt. Runt Belsars Hill är det mycket tätbefolkat, med 1 632 invånare per kvadratkilometer. Närmaste större samhälle är Cambridge, 12,6 km söder om Belsars Hill. Trakten runt Belsars Hill består till största delen av jordbruksmark.